# Givira mucidus
Givira mucidus is een vlinder uit de familie van de Houtboorders (Cossidae). De wetenschappelijke naam van de soort is voor het eerst gepubliceerd in 1882 door Henry Edwards.
De soort komt voor in het zuidwesten van de Verenigde Staten.